# James Newton Howard
James Newton Howard (Los Angeles, 9 juni 1951) is een Amerikaans filmcomponist.

## Jonge jaren
Hij studeerde aan de University of Southern California en Santa Barbara's Music Academy of the West en begon rockmuziek te spelen in de jaren 60 en 70. Dat leidde hem tot producer en synthesizerman van verschillende bekende artiesten waaronder Ringo Starr en Diana Ross. Midden de jaren zeventig werd Newton Howard gecontacteerd door Elton John en zo werd hij de keyboardspeler van de bekende zanger. Daardoor kon hij andere contacten leggen met bijvoorbeeld Cher, Barbra Streisand en Randy Newman. Ook leerde James de popgroep Toto kennen, bekend van de partituur voor Dune. Verder dirigeerde en orkestreerde hij het London Symphony Orchestra.

## Filmwereld
Dirigent Marty Paich bracht James Newton Howard uiteindelijk in de wereld van de film. Sommige bronnen noemen Wildcats als zijn eerste filmpartituur, andere Head Office. Dat was in het jaar 1986. De films die hij van muziek voorzag waren eigenlijk totaal onbekende titels. Alleen James Newton Howard bleef niet in de schaduw staan. Hollywood ontdekte hem pas echt in 1991 toen hij genomineerd werd door dé Academy voor zijn partituur The Prince of Tides. Zijn carrière kon beginnen. De muziek voor titels als Man on the Moon en Grand Canyon werden zeer goed onthaald. Maar ook voor televisie schreef hij veel muziek. Het bekendste voorbeeld hiervan is het thema van ER, goed voor een Emmy Award-nominatie. Meer filmtitels waarvoor hij componeerde zijn: The Devil's Advocate, Pretty Woman, The Fugitive, A Perfect Murder en Vertical Limit. Maar de laatste jaren heeft Newton Howard zijn positie in de filmmuziekwereld verstevigd, met onder meer aan Waterworld en Wyatt Earp van Kevin Costner. Andere samenwerkingsverbanden ging hij aan met verschillende regisseurs. De bekendste ervan is misschien wel die tussen hem en M. Night Shyamalan. Daaruit volgde The Sixth Sense, Unbreakable, Signs, The Village en Lady in the Water. Howard componeerde enkele jaren geleden drie opeenvolgende animatiefilms bij Disney: Dinosaur, Atlantis en Treasure Planet. Voor Disney componeerde hij ook de muziek voor de film Maleficent. Ook componeerde hij de muziek voor de films The Hunger Games, The Hunger Games: Catching Fire, The Hunger Games: Mockingjay - Part 1 en The Hunger Games: Mockingjay - Part 2. Hij componeert zijn muziek meestal in de muziekstudio's Remote Control Productions en JNH Studios in Santa Monica.

## Filmografie
| Jaar | Titel                                              | Opmerkingen                   |
| ---- | -------------------------------------------------- | ----------------------------- |
| 1985 | Head Office                                        | met Alan Howarh               |
| 1986 | Wildcats                                           |                               |
| 1986 | 8 Million Ways to Die                              |                               |
| 1986 | Tough Guys                                         |                               |
| 1986 | Nobody's Fool                                      |                               |
| 1987 | Campus Man                                         |                               |
| 1987 | Five Corners                                       |                               |
| 1987 | Promised Land                                      |                               |
| 1987 | Russkies                                           |                               |
| 1988 | Off Limits                                         |                               |
| 1988 | Some Girls                                         |                               |
| 1988 | Everybody's All-American                           |                               |
| 1989 | Tap                                                |                               |
| 1989 | Major League                                       |                               |
| 1989 | The Package                                        |                               |
| 1990 | Coupe de Ville                                     |                               |
| 1990 | Marked for Death                                   |                               |
| 1990 | Pretty Woman                                       |                               |
| 1990 | Flatliners                                         |                               |
| 1990 | 3 Men and a Little Lady                            |                               |
| 1991 | Dying Young                                        |                               |
| 1991 | King Ralph                                         |                               |
| 1991 | Grand Canyon                                       |                               |
| 1991 | The Man in the Moon                                |                               |
| 1991 | My Girl                                            |                               |
| 1991 | The Prince of Tides                                |                               |
| 1992 | Diggstown                                          |                               |
| 1992 | Glengarry Glen Ross                                |                               |
| 1992 | American Heart                                     |                               |
| 1992 | Night and the City                                 |                               |
| 1993 | Dave                                               |                               |
| 1993 | Alive                                              |                               |
| 1993 | Falling Down                                       |                               |
| 1993 | The Fugitive                                       |                               |
| 1993 | The Saint of Fort Washington                       |                               |
| 1994 | Junior                                             |                               |
| 1994 | Wyatt Earp                                         |                               |
| 1994 | Intersection                                       |                               |
| 1995 | Just Cause                                         |                               |
| 1995 | Outbreak                                           |                               |
| 1995 | Waterworld                                         |                               |
| 1995 | French Kiss                                        |                               |
| 1995 | Restoration                                        |                               |
| 1996 | Primal Fear                                        |                               |
| 1996 | Eye for an Eye                                     |                               |
| 1996 | The Juror                                          |                               |
| 1996 | The Trigger Effect                                 |                               |
| 1996 | One Fine Day                                       |                               |
| 1997 | Space Jam                                          |                               |
| 1997 | Romy and Michele's High School Reunion             |                               |
| 1997 | The Postman                                        |                               |
| 1997 | My Best Friend's Wedding                           |                               |
| 1997 | The Devil's Advocate                               |                               |
| 1997 | Fathers' Day                                       |                               |
| 1998 | A Perfect Murder                                   |                               |
| 1999 | The Sixth Sense                                    |                               |
| 1999 | Runaway Bride                                      |                               |
| 1999 | Stir of Echoes                                     |                               |
| 1999 | Mumford                                            |                               |
| 1999 | Snow Falling on Cedars                             |                               |
| 1999 | Wayward Son                                        | met Steve Poraro              |
| 2000 | Dinosaur                                           |                               |
| 2000 | Unbreakable                                        |                               |
| 2000 | Vertical Limit                                     |                               |
| 2001 | Atlantis: The Lost Empire                          |                               |
| 2001 | America's Sweethearts                              |                               |
| 2002 | Signs                                              |                               |
| 2002 | Big Trouble                                        |                               |
| 2002 | Unconditional Love                                 |                               |
| 2002 | The Emperor's Club                                 |                               |
| 2002 | Treasure Planet                                    |                               |
| 2003 | Peter Pan                                          |                               |
| 2003 | Dreamcatcher                                       |                               |
| 2004 | Hidalgo                                            |                               |
| 2004 | Collateral                                         |                               |
| 2004 | The Village                                        |                               |
| 2005 | The Interpreter                                    |                               |
| 2005 | Batman Begins                                      | met Hans Zimmer               |
| 2005 | King Kong                                          |                               |
| 2006 | Freedomland                                        |                               |
| 2006 | Lady in the Water                                  |                               |
| 2006 | Blood Diamond                                      |                               |
| 2007 | I Am Legend                                        |                               |
| 2007 | Michael Clayton                                    |                               |
| 2007 | The Lookout                                        |                               |
| 2007 | Charlie Wilson's War                               |                               |
| 2007 | The Great Debaters                                 | met Peter Golub               |
| 2007 | The Waterhorse                                     |                               |
| 2008 | The Dark Knight                                    | met Hans Zimmer               |
| 2008 | The Happening                                      |                               |
| 2008 | Defiance                                           |                               |
| 2008 | Mad Money                                          |                               |
| 2009 | Confessions of a Shopaholic                        |                               |
| 2009 | Duplicity                                          |                               |
| 2010 | The Tourist                                        |                               |
| 2010 | Salt                                               |                               |
| 2010 | The Last Airbender                                 |                               |
| 2010 | Nanny McPhee and the Big Bang                      |                               |
| 2010 | Inhale                                             |                               |
| 2010 | Love and Other Drugs                               |                               |
| 2011 | Water for Elephants                                |                               |
| 2011 | The Green Hornet                                   |                               |
| 2011 | Gnomeo & Juliet                                    | met Chris Bacon en Elton John |
| 2011 | Green Lantern                                      |                               |
| 2011 | Larry Crowne                                       |                               |
| 2012 | The Hunger Games                                   |                               |
| 2012 | Snow White and the Huntsman                        |                               |
| 2012 | The Bourne Legacy                                  |                               |
| 2012 | Darling Companion                                  |                               |
| 2013 | After Earth                                        |                               |
| 2013 | Parkland                                           |                               |
| 2013 | The Hunger Games: Catching Fire                    |                               |
| 2014 | Maleficent                                         |                               |
| 2014 | Cut Bank                                           |                               |
| 2014 | Pawn Sacrifice                                     |                               |
| 2014 | Nightcrawler                                       |                               |
| 2014 | The Hunger Games: Mockingjay - Part 1              |                               |
| 2015 | The Hunger Games: Mockingjay - Part 2              |                               |
| 2015 | Concussion                                         |                               |
| 2016 | The Huntsman: Winter's War                         |                               |
| 2016 | Fantastic Beasts and Where to Find Them            |                               |
| 2017 | Detroit                                            |                               |
| 2017 | Roman J. Israel, Esq.                              |                               |
| 2018 | Red Sparrow                                        |                               |
| 2018 | The Nutcracker and the Four Realms                 |                               |
| 2018 | Fantastic Beasts: The Crimes of Grindelwald        |                               |
| 2019 | A Hidden Life                                      |                               |
| 2020 | News of the World                                  |                               |
| 2021 | Raya and the Last Dragon                           |                               |
| 2021 | Jungle Cruise                                      |                               |
| 2022 | Fantastic Beasts: The Secrets of Dumbledore        |                               |
| 2023 | The Hunger Games: The Ballad of Songbirds & Snakes |                               |

## Overige producties

### Televisiefilms
| Jaar | Titel                                                 | Opmerkingen                  |
| ---- | ----------------------------------------------------- | ---------------------------- |
| 2008 | Go Toward the Light                                   |                              |
| 1990 | The Image                                             |                              |
| 1990 | Revealing Evidence: Stalking the Honolulu Strangler   |                              |
| 1990 | Somebody Has to Shoot the Picture                     |                              |
| 1990 | Decending Angel                                       |                              |
| 1992 | A Private Matter                                      |                              |
| 2009 | Previously On: E.R.                                   |                              |
| 2016 | All the Way                                           |                              |
| 2017 | Mario and Luigi's Almost Not-so Near Death Experience | met Andy Burrows en Nintendo |

### Televisieseries
| Jaar | Titel                          | Opmerkingen                                     |
| ---- | ------------------------------ | ----------------------------------------------- |
| 1989 | Men                            | hoofdthema                                      |
| 1992 | 2000 Malibu Road               | hoofdthema                                      |
| 1994 | ER                             | hoofdthema, 1994-2009                           |
| 2000 | Gideon's Crossing              |                                                 |
| 2000 | The Fugitive                   | hoofdthema, 2000-2001                           |
| 2015 | What Lives Inside              | miniserie, met Sven Faulconer                   |
| 2017 | A Series of Unfortunate Events | met James Dooley, Chris Bacon en Sven Faulconer |
| 2020 | Emily in Paris                 |                                                 |
| 2022 | Light & Magic                  |                                                 |

## Prijzen en nominaties

### Academy Awards
| Jaar | Titel                    | Categorie                                    | Uitslag     |
| ---- | ------------------------ | -------------------------------------------- | ----------- |
| 1992 | The Prince of Tides      | Beste filmmuziek                             | Genomineerd |
| 1994 | The Fugitive             | Beste filmmuziek                             | Genomineerd |
| 1995 | Junior                   | Beste filmsong, voor Look What Love Has Done | Genomineerd |
| 1997 | One Fine Day             | Beste filmsong, voor For the First Time      | Genomineerd |
| 1998 | My Best Friend's Wedding | Beste muzikale of komische filmmuziek        | Genomineerd |
| 2005 | The Village              | Beste filmmuziek                             | Genomineerd |
| 2008 | Michael Clayton          | Beste filmmuziek                             | Genomineerd |
| 2009 | Defiance                 | Beste filmmuziek                             | Genomineerd |
| 2021 | News of the World        | Beste filmmuziek                             | Genomineerd |

### BAFTA Awards
| Jaar | Titel             | Categorie        | Uitslag     |
| ---- | ----------------- | ---------------- | ----------- |
| 2009 | The Dark Knight   | Beste filmmuziek | Genomineerd |
| 2021 | News of the World | Beste filmmuziek | Genomineerd |

### Emmy Awards
| Jaar | Titel                          | Categorie                                                                                       | Uitslag     |
| ---- | ------------------------------ | ----------------------------------------------------------------------------------------------- | ----------- |
| 1989 | Men                            | Beste titelmuziek                                                                               | Genomineerd |
| 1995 | ER                             | Beste titelmuziek                                                                               | Genomineerd |
| 2001 | Gideon's Crossing              | Beste titelmuziek                                                                               | Gewonnen    |
| 2016 | All the Way                    | Beste compositie voor een miniserie, film of special (originele dramatische muziek)             | Genomineerd |
| 2017 | A Series of Unfortunate Events | Beste compositie voor een televisieserie (originele dramatische muziek), afl. "A Bad Beginning" | Genomineerd |

### Golden Globe Awards
| Jaar | Titel             | Categorie                                    | Uitslag     |
| ---- | ----------------- | -------------------------------------------- | ----------- |
| 1995 | Junior            | Beste filmsong, voor Look What Love Has Done | Genomineerd |
| 1997 | One Fine Day      | Beste filmsong, voor For the First Time      | Genomineerd |
| 2006 | King Kong         | Beste filmmuziek                             | Genomineerd |
| 2009 | Defiance          | Beste filmmuziek                             | Genomineerd |
| 2021 | News of the World | Beste filmmuziek                             | Genomineerd |

### Grammy Awards
| Jaar | Titel           | Categorie                                                                    | Uitslag     |
| ---- | --------------- | ---------------------------------------------------------------------------- | ----------- |
| 1998 | One Fine Day    | Beste song voor film of televisie, voor For The First Time                   | Genomineerd |
| 2001 | Dinosaur        | Beste instrumentale compositie, voor The Egg Travels                         | Genomineerd |
| 2003 | Signs           | Beste instrumentale compositie, voor Main Titles                             | Genomineerd |
| 2008 | Blood Diamond   | Beste partituur soundtrackalbum voor film, televisie of andere visuele media | Genomineerd |
| 2009 | The Dark Knight | Beste partituur soundtrackalbum voor film, televisie of andere visuele media | Gewonnen    |

## Hitlijsten

### Albums
| Album met eventuele hitnotering(en) in de Nederlandse Album Top 100 | Datum van verschijnen | Datum van binnenkomst | Hoogste positie | Aantal weken | Opmerkingen                  |
| ------------------------------------------------------------------- | --------------------- | --------------------- | --------------- | ------------ | ---------------------------- |
| The dark knight                                                     | 18-07-2008            | 09-08-2008            | 55              | 2            | met Hans Zimmer / Soundtrack |

| Album met hitnotering(en) in de Vlaamse Ultratop 200 albums | Datum van verschijnen | Datum van binnenkomst | Hoogste positie | Aantal weken | Opmerkingen                  |
| ----------------------------------------------------------- | --------------------- | --------------------- | --------------- | ------------ | ---------------------------- |
| The dark knight                                             | 2008                  | 02-08-2008            | 68              | 3            | met Hans Zimmer / Soundtrack |
| Snow White & the huntsman                                   | 2012                  | 16-06-2012            | 193             | 1            | Soundtrack                   |
| Maleficent                                                  | 2014                  | 07-06-2014            | 147             | 4            | Soundtrack                   |
| The Hunger Games: Mockingjay - Part 2                       | 2015                  | 12-12-2015            | 168             | 1            | Soundtrack                   |
| Fantastic Beasts and Where to Find Them                     | 2016                  | 26-11-2016            | 68              | 19           | Soundtrack                   |
| Fantastic Beasts: The Crimes of Grindelwald                 | 2018                  | 24-11-2018            | 194             | 1            | Soundtrack                   |

### Singles
| Single met eventuele hitnotering(en) in de Nederlandse Top 40 | Datum van verschijnen | Datum van binnenkomst | Hoogste positie | Aantal weken | Opmerkingen                                         |
| ------------------------------------------------------------- | --------------------- | --------------------- | --------------- | ------------ | --------------------------------------------------- |
| The hanging tree                                              | 2014                  | 06-12-2014            | tip4            | -            | met Jennifer Lawrence / Nr. 36 in de Single Top 100 |

| Single met hitnotering(en) in de Vlaamse Ultratop 50 | Datum van verschijnen | Datum van binnenkomst | Hoogste positie | Aantal weken | Opmerkingen           |
| ---------------------------------------------------- | --------------------- | --------------------- | --------------- | ------------ | --------------------- |
| The hanging tree                                     | 2014                  | 06-12-2014            | 8               | 10           | met Jennifer Lawrence |